# SLAF China Bay
SLAF China Bay, voluit Sri Lanka Air Force China Bay, ook Trincomalee Airport (Singalees: චීන වරාය ගුවන්තොටුපළ, Tamil: சீனக்குடா விமான நிலையம்) oorspronkelijk gekend als RAF China Bay (ICAO: VCCT, IATA: TRR) is een luchtmachtbasis en luchthaven in Sri Lanka. Ze ligt zo'n 7 kilometer ten zuidwesten van de kuststad Trincomalee aan de oostkust van het eiland. De luchthaven is eveneens een luchtmachtbasis van de Sri Lankaanse strijdkrachten. 

## Geschiedenis
De luchthaven werd in de jaren twintig van de 20e eeuw gebouwd door en voor de Royal Air Force. Op 9 april 1942 werd de luchtmachtbasis gebombardeerd door het Japans Keizerlijk Leger. De basis was tijdens de Tweede Wereldoorlog ook de basis van het 321 Dutch Squadron RAF. De basis werd enkele jaren na de onafhankelijkheidsverklaring van Ceylon door de RAF in 1957 overgedragen aan de Royal Ceylonese Air Force, tegenwoordig en sinds 1972 gekend als de Sri Lanka Air Force. Sinds 1952 worden op de luchthaven ook civiele vluchten toegelaten.